# Thalassarachna hexacanthus
Thalassarachna hexacanthus är en spindeldjursart som först beskrevs av Viets 1927.  Thalassarachna hexacanthus ingår i släktet Thalassarachna, och familjen Halacaridae. Arten är reproducerande i Sverige.